# Belo, Brda
Belo este o localitate din comuna Brda, Slovenia, cu o populație de 9 locuitori.